# Пропаганда в фашистской Италии

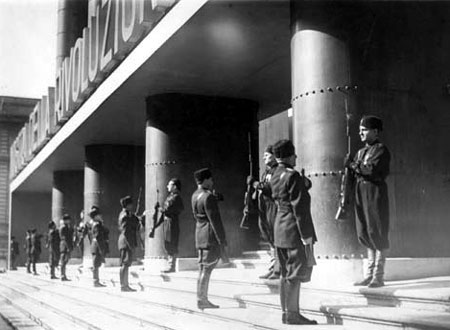
Смена караула чернорубашечников (MVSN) перед зданием Выставки фашистской революции

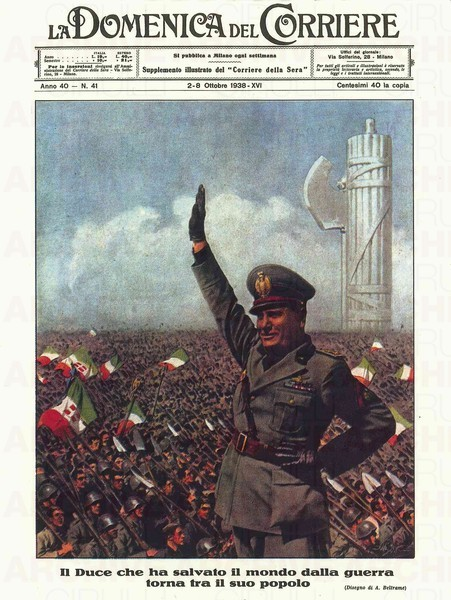
Газета La Domenica del Corriere, октябрь 1938 года

Пропаганда в фашистской Италии использовалась Национальной фашистской партией во время правления Бенито Муссолини Королевством Италия с 1922 по 1943 год, и была важнейшим инструментом поддержания и укрепления власти партии и её руководителя, а также реализации политики фашизма.

## Кино, радио и искусство
Фашистский режим установил пропаганду в кинохронике, радиовещании и художественных фильмах, одобряющих фашизм. В 1926 году были приняты законы, требующие, чтобы пропагандистские кинохроники демонстрировались в кинотеатрах перед показом всех художественных фильмов. Эти кинохроники более масштабно воздействовали на публику, чем радио, поскольку радиоприёмники в те времена были лишь у немногих итальянцев. Фашистская пропаганда также широко присутствовала в плакатах и искусстве, спонсируемом государством. Художники, писатели и издатели подвергались цензуре, если выступали против государства. Постоянно подчеркивалась мужественность «нового итальянца», его агрессивность, молодость и атлетизм. Величайшим итальянским режиссёром фашистского пропагандистского кино был Алессандро Блазетти. В фашистском кино подчёркивалось, что женщины должны заботиться о материнстве и не вмешиваться в общественные дела.